# Euphorbia duriuscula
Euphorbia duriuscula är en törelväxtart som beskrevs av Ferdinand Albin Pax, Käthe Hoffmann och Theodor Carl Karl Julius Herzog.
Euphorbia duriuscula ingår i släktet törlar och familjen törelväxter. Artens utbredningsområde är Bolivia. Inga underarter finns listade i Catalogue of Life.